# Troudovik

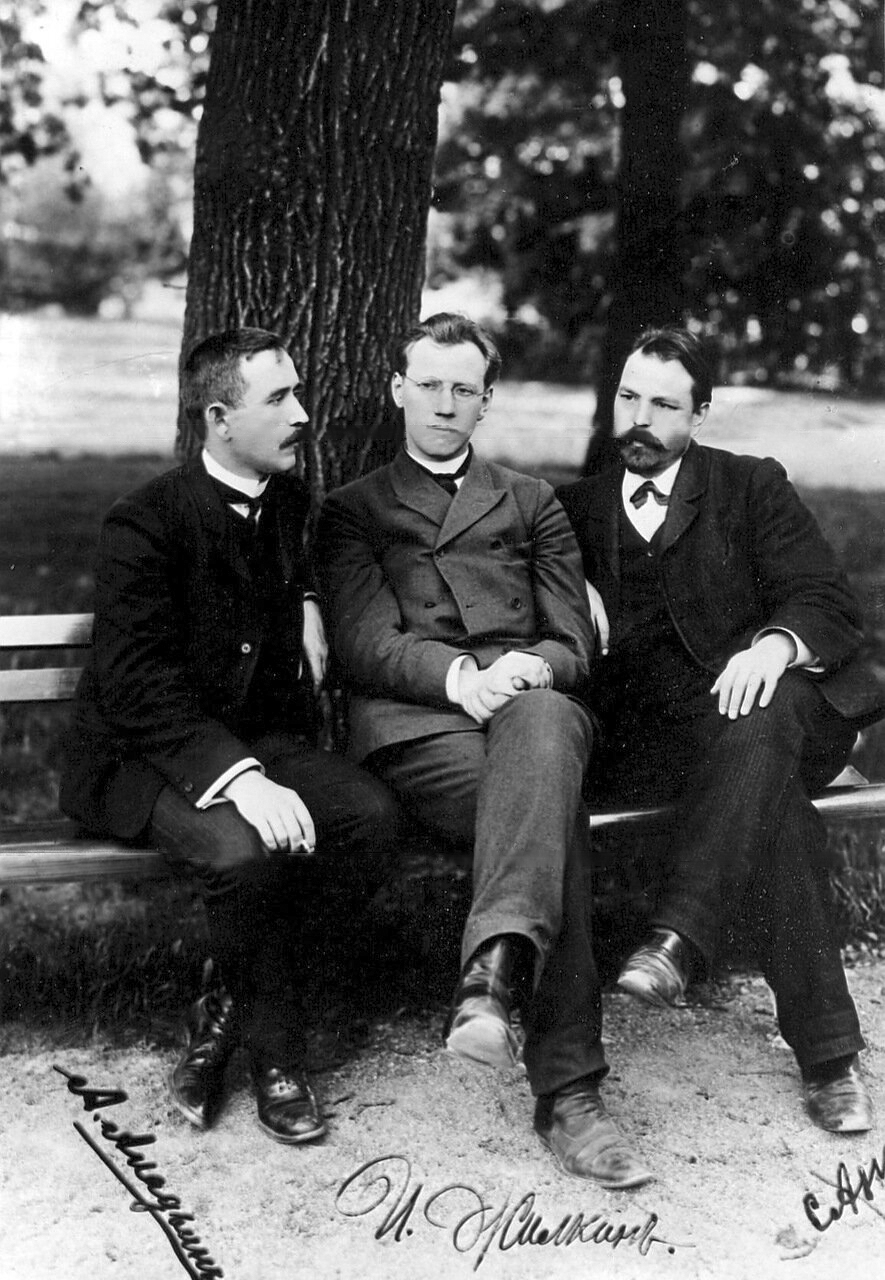
Les dirigeants du groupe (de gauche à droite) A.F. Aladjin; I.v. Zhilkin; S.V. Anikin

Le Troudovik (de son vrai nom Parti du travail, en russe : Трудовая группа, Trudovaya gruppa) est un parti politique russe du début du XXe siècle. Ce parti socialiste modéré était faible en comparaison aux groupes marxistes et anarchistes.
Ce parti socialiste agraire a été l'un des centaines de petits cercles de travailleurs qui ont fleuri à la suite de la révolution russe de 1905. Le tsarisme a alors libéralisé le régime, mais pas au point où la société civile l'espérait. En conséquence, le parti a survécu mais il est resté faible.
Le Parti du travail est surtout connu pour avoir remporté des sièges à la Douma, principalement dans les première et deuxième, en 1906 et 1907. Dans la seconde Douma, les Troudoviks, au nombre de 104, sont affiliés aux socialistes révolutionnaires. À la troisième Douma, à la suite d'une réforme électorale, il n'y a plus que 13 Troudoviks parmi les députés. Alexandre Kerenski est leader du groupe troudovik à la quatrième Douma élue en 1912. La faction troudovik est alors amorphe mais, grâce à son éloquence, Kerensky devient le porte-parole de la gauche tout entière. Le 8 août 1914, les Troudoviks restent fidèles aux résolutions pacifistes de l'Internationale ouvrière lorsque la Douma et le Conseil d'Etat sont rassemblés pour voter les crédits de guerre, les 5 députés bolcheviques et les 9 mencheviks votent contre, les troudoviks préfèrent quitter la séance avant le vote

## Source
- (en) Cet article est partiellement ou en totalité issu de l’article de Wikipédia en anglais intitulé « Trudoviks » (voir la liste des auteurs).